# Бенфлуралин
Бенфлуралин — селективный предвсходовый гербицид, производное динитроанилина.

## Синтез
Бенфлуралин синтезируется путём нитрования 4-хлор-бензотрифторида и последующей реакции с N-этилбутиламином.

## Характеристики
Горючее оранжевое кристаллическое вещество, практически нерастворимое в воде. Стабильно в диапазоне pH от 5 до 9, но чувствительно к воздействию света. В сухом виде не корродирует металлы, но в присутствии воды может вызывать коррозию, особенно алюминия.

## Использование
Применяется как послевсходовый гербицид. Это селективный почвенный гербицид, который хорошо подавляет некоторые злаки и двудольные растения; к препарату устойчивы мальвовые. Используется при возделывании арахиса, салата, огурца, цикория, эндивия, полевых бобов, спаржевой фасоли, чечевицы, люцерны, клевера, табака и уходе за газоном. Всасывается через корни и снижает всхожесть семян, предотвращая рост сорняков путём ингибирования развития корней и стебля. Ингибирует образование микротрубочек. 
Нетоксичен для пчёл и других насекомых. В связи с высокой токсичностью для рыб при использовании препарата необходимо принимать меры, исключающие возможность его попадания в рыбоводные водоемы.

## Утверждение
В некоторых государствах ЕС существует для бенфлуралин допущен в качестве активного ингредиента средств защиты растений, однако он не используется в Германии, Австрии и Швейцарии.